# Chris Mepham
Christopher James Mepham (ur. 5 listopada 1997 w Greenford) – walijski piłkarz występujący na pozycji obrońcy w angielskim klubie Bournemouth.